# Greta Scacchi
Greta Scacchi (sinh ngày 18 tháng 2 năm 1960) là một diễn viên người Ý (mẹ người Anh), đồng thời có quốc tịch Úc.

## Danh mục phim

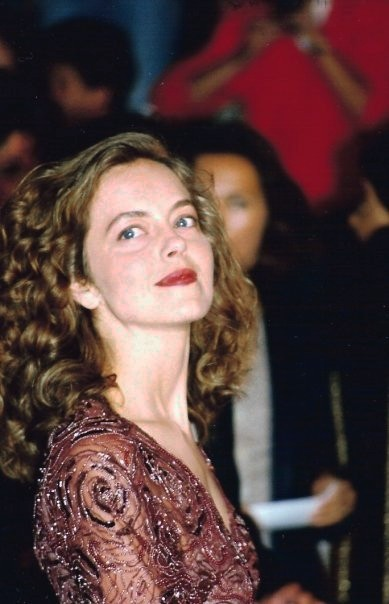
Greta Scacchi tại LHP Cannes năm 1994.

- Bergerac, Series 1, Episode 10, The Hood and the Harlequin BBC Television (1981)
- Das Zweite Gesicht (1982)
- Dead on Time (1983)
- Heat and Dust (1983)
- The Ebony Tower (1984)
- Camille (1984) TV
- Waterfront (1984) TV
- Defence of the Realm (1985)
- Burke & Wills (1985)
- Dr. Fischer of Geneva (1985) TV
- The Coca-Cola Kid (1985)
- Carve You In Marble (August 1986)
- White Mischief (1987)
- Good Morning, Babylon (1987)
- A Man in Love (Un homme amoureux) (1987)
- The Moon Woman (1988)
- Love and Fear (1988)
- Three Sisters (1988)
- Presumed Innocent (1990)
- Shattered (1991)
- Fires Within (1991)
- Salt on Our Skin (1992)
- The Player (1992)
- Turtle Beach (1992)
- Country Life (1994)
- The Browning Version (1994)
- Jefferson in Paris (1995)
- Emma (1996)
- Cosi (1996)
- Rasputin: Dark Servant of Destiny (1996) TV
- The Odyssey (1997) TV
- The Serpent's Kiss (1997)
- Love and Rage (1998)
- The Red Violin (1998)
- Macbeth (1998) TV
- Ladies Room (1999)
- Cotton Mary (1999)
- Tom's Midnight Garden (1999)
- The Manor (1999)
- Looking for Alibrandi (1999)
- Christmas Glory 2000 (2000) TV
- One of the Hollywood Ten (2000)
- The Farm (2001) TV
- Festival in Cannes (2001)
- Jeffrey Archer: The Truth (2002) TV
- Daniel Deronda (2002) TV
- The Buzz of the Flies (2003)
- Baltic Storm (2003)
- Beyond the Sea (2004)
- Under False Name (2004)
- Flightplan (2005)
- Broken Trail (2006)
- Marple: By the Pricking of my Thumbs (2006)
- The Book of Revelation (2006)
- Hidden Love (2007)
- Brideshead Revisited (2008)
- Shoot on Sight (2008)
- Miss Austen Regrets (2008)
- The Trojan Horse (2008) TV
- Un Altro Mondo (2010)
- Ways to Live Forever (2010)
- Hindenburg (2011) TV